# Archikatedra Świętego Krzyża w Bostonie
Archikatedra Świętego Krzyża w Bostonie – katedra rzymskokatolickiej archidiecezji bostońskiej oraz siedziba arcybiskupa Bostonu.
Świątynia zbudowana w neogotyckim stylu położona jest w dzielnicy South End w Bostonie.  
1 października 1979 roku w katedrze modlił się wraz z duchowieństwem św. Jan Paweł II. 

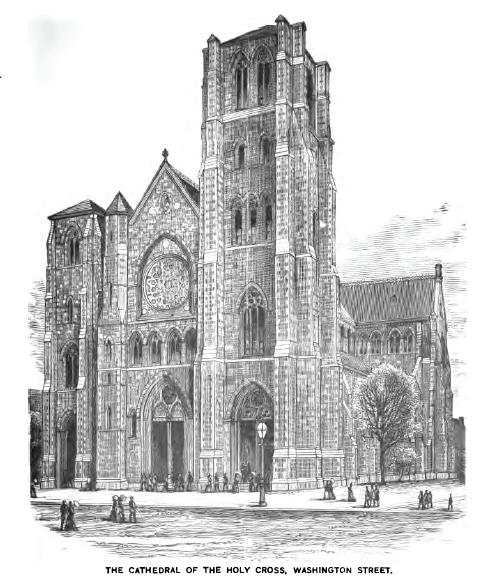
Katedra ok. 1881 roku